# 安真佑
葉庭蓁（英語：Amy，1983年5月1日—），台灣女藝人，本名葉庭蓁，出生於臺灣台北市，以女子團體「Fantasy 4」成員之一出道。

## 演藝生涯
1997年參加小室哲哉在台舉辦的「小室魔力TK秀」，並在小室魔力TK秀挺進前三強後與小室哲哉本人見面，從此打開Amy的演藝旅程，1998年開始在各大展場作演出及主持，2005年被名經紀人知發掘並與劉樂妍（Fanny）、周宥伶（stacy）、謝宜蓁（Tiffany）組成女生版的F4，發行專輯《愛神愛妃舞》，並曾演出蔡明亮導演的電影《幫幫我愛神》。2007年受邀至中國大陸組新團體「星女F4」，2008年至韓國受訓在中國大陸及韓國發行《惹火》專輯。2013年底將藝名改名為「安真佑」。

## 個人生活
安真佑的父親葉海瑞（曾是刑事組隊長，今海天保全董事長），姑丈是秀場主持人李登財。安真佑自小受到姑丈的影響對演藝深感興趣。安真佑於2008年秘密註冊結婚，並於2010年6月5日與現任丈夫薛敬樺(小薛)補辦婚宴，後於2012年剖腹產下一子。除了演藝事業以外，安真佑亦擁有個人副業投資。2020年，她與友人銷售手工水餃。
2025年7月末，少林寺方丈釋永信被捕時，安真佑與小孩在Instagram生活照被盜用捏造假稱是釋永信情婦與私生子，引起安真佑公開律師函表示對於網路不實言論要求立刻停止，否則並追究其法律責任。

## 作品

### 電影
- 2007年《地下次序》，飾演：大姐頭
- 2008年《幫幫我愛神》，飾演：老闆娘

### 電視劇
- 2015年大愛《如果還有明天》，飾演：秀芳
- 2016年台視《加油！美玲》，飾演：娜娜

### 主持
- 亞洲旅遊台節目《F4遊台灣》
- 東森綜合台節目《布魯樂翻天》
- 高點電視台節目《幸福向前衝》
- 世界衛星電視台節目《校園突擊隊》
- 東森綜合台節目《鬼話連篇》外景主持

### 比賽
- 歌唱新人榜(冠軍)
- 國民美少女歌唱比賽(前三名)
- 小室魔力Tk秀(前三名)
- 可口可樂勁舞比賽(前三名)

### 廣告代言
- 紅心辣椒[Free Style街頭籃球線上遊戲]活動代言人
- EZY Bike[EZY Bike腳踏車]廣告形象代言人
- 流浪動物之家[流浪動物]活動代言人
- 車展[改裝車展]活動代言人
- 維士比[麻及椰奶]形象代言人
- 動物保母[動物保母]年度代言人
- 中油[中油vip卡]廣告形象代言人
- 齊霏爾[齊霏爾化妝品]廣告形象代言人
- 亞太[Qma沙灘排球]沙灘排球賽代言人
- 家具展[五股家具展]活動代言人
- 華義[梭哈王]線上遊戲代言人
- 中視婚紗[婚紗發表會]活動代言人

### 書籍
- 女F4我們都是這樣長大的台灣發行
- 星女F4韓國手機寫真韓國發行

### 平面雜誌
- 男人裝
- FHM國際中文版

## 外部連結
- Amy葉庭蓁的Facebook專頁
- Amy-安真佑的新浪微博
- 葉佳蓁在香港影庫上的簡介